# یواس‌اس الیسن (دی‌دی-۴۵۴)
یواس‌اس الیسن (دی‌دی-۴۵۴) (به انگلیسی: USS Ellyson (DD-454)) یک کشتی بود که طول آن ۳۴۸ فوت ۳ اینچ (۱۰۶٫۱۵ متر) بود. این کشتی در سال ۱۹۴۱ ساخته شد.